# Yaganes
El pueblo yagán, yagan o yámana, es un pueblo indígena del archipiélago de Tierra del Fuego y las Islas Malvinas en el extremo sur de Sudamérica, abarcando territorios en Argentina y Chile. Su modo de vida tradicional se caracterizaba por su naturaleza nómada, desplázandose en canoas mientras se dedicaban a la caza, recolección y pesca.  Desde hace aproximadamente 6000 años AP, sus antecesores exploraban islas y canales que se extienden al sur del canal Beagle hasta el cabo de Hornos. Además, se aventuraban hacia los canales fueguinos al oeste del canal Beagle, que pertenecían al territorio de los kawésqar, llegando hasta los canales Magdalena y Cockburn en búsqueda de la pirita de hierro con la que encendían fuego.
Los descendientes actuales de los yaganes forman una comunidad en Villa Ukika, cerca de Puerto Williams en la isla Navarino (Chile).
En Ushuaia (Argentina) el 25 de noviembre de 2014 fue constituida la Comunidad Indígena Yagan Paiakoala.
En Punta Arenas (Chile) reside la comunidad Yagan Lom Sapakuta, constituida el 14 de febrero de 2015.

## Origen

Mapa que muestra la ubicación de los yaganes en el extremo sur de la Patagonia.

Hay dos hipótesis sobre la llegada de los yaganes a sus lugares de poblamiento:
- Una considera que sus antepasados, los primeros americanos, emigraron de Asia a América atravesando el puente de Beringia y que los ancestros de los yaganes deben haber estado entre estos primeros inmigrantes. Posteriormente, llegaron a la zona Central de Chile por lo menos unos 16 000 años atrás, luego siguieron la ruta de los canales chilotes y atravesaron hacia el sur cruzando el istmo de Ofqui.
- Otra señala que, a través de un proceso de colonización y transformación de poblaciones de cazadores terrestres procedentes de la Patagonia oriental, poblaron las islas al sur del estrecho de Magallanes llegando hasta el cabo de Hornos hacia el 4000 a. C.[8]

Una idea de por qué los yaganes llegaron tan lejos es que fueron empujados hasta allá por otros pueblos más avanzados y fuertes que estaban más al norte, pero esta idea ha sido rechazada por arqueólogos y exploradores más conocedores de la zona, que plantean que los yaganes escogieron para establecerse la mejor tierra del archipiélago fueguino, el extremo sur a lo largo de la costa sur de la isla Grande de Tierra del Fuego hasta el cabo de Hornos. Esa región poseía abundantes recursos y es más acogedora que el archipiélago que enfrenta al océano Pacífico, azotado casi permanentemente por el mal clima y los vientos del noroeste, e incluso más cálida que las orillas del estrecho de Magallanes. Su asentamiento allí duró hasta el siglo XIX, cuando los europeos llegaron a ocupar su territorio. Muy pocos sobrevivieron a la ocupación europea.
Eran cazadores de mamíferos marinos y recolectores de mariscos. Conocían bien su territorio y las estaciones y sabían dónde y cuándo encontrar focas, mariscos, peces, ciertas aves y otros alimentos. Muy conscientes del peligro de los repentinos cambios climáticos, tanto ellos como sus vecinos, los kawésqar, eran consumados navegantes en sus canoas de corteza. Eran de temperamento alegre, hasta que sus vidas fueron trastocadas por los extranjeros.

## Historia

### Antecedentes
En 1577 la reina Isabel I de Inglaterra encargó a Francis Drake la organización de una expedición contra los intereses españoles en la costa americana del Pacífico. El 13 de diciembre de 1577, Drake zarpó de Plymouth a bordo del Pelican con otras cuatro naves y 164 hombres. Al entrar al estrecho de Magallanes el Pelican fue rebautizado como Golden Hind. El 7 de septiembre de 1578, el Golden Hind, el Marigold y el Elizabeth salieron al océano Pacífico desde el estrecho. Las otras naves habían naufragado.
En el proceloso océano Pacífico una tempestad hundió al Marigold con toda su tripulación, mientras que el Elizabeth logró refugiarse en la costa quedando en espera del Golden Hind hasta el 8 de octubre de 1578, cuando su comandante decidió regresar a Inglaterra, pues supuso que el Golden Hind también había zozobrado en la tormenta. Drake y su nave fueron zarandeados por el temporal durante 52 días, desde el 7 de septiembre al 28 de octubre, y arrastrados hasta la latitud 57° S —el cabo de Hornos está en latitud 55° S—. Pasada la tormenta, Drake fondeó en dos lugares de la costa sur del archipiélago de Tierra del Fuego, donde tomó contacto con indígenas que pudieron ser kawésqar o yaganes. Estos lugares fueron probablemente bahía Desolada y la isla Henderson; en una descansó tres días y en la segunda, una semana. Posteriormente, Drake continuó su misión por el Pacífico hacia el norte. Estos dos encuentros marcan el inicio de la interacción de los indígenas de esta región con los hombres blancos.

### Viajes de reconocimiento y comisiones hidrográficas

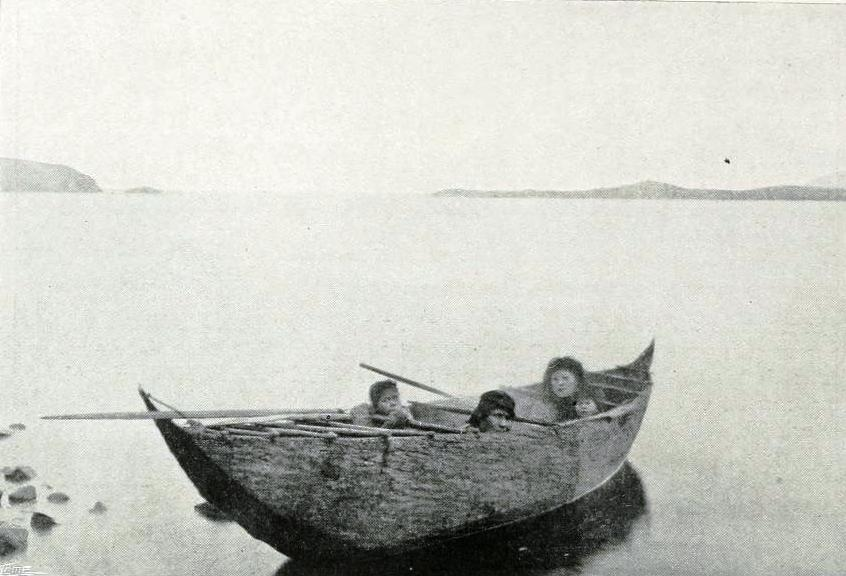
Familia yagán a bordo de una canoa.

Luego comenzaron los viajes de reconocimiento, donde los navegantes tomaron contacto frecuente con los yámanas. El primer viaje fue la expedición holandesa de Jacob Le Maire y Willem Schouten (1615-1617) que, pese a no tomar contacto con los yámanas, fueron los primeros en recorrer la costa atlántica de la isla Grande de Tierra del Fuego al sur del estrecho de Magallanes. Descubrieron la isla de los Estados, el estrecho de Le Maire y el cabo de Hornos. Les sorprendieron las grandes bandadas de pingüinos y los miles de ballenas que encontraron a medida que navegaban el estrecho de Le Maire.
A estos les siguió la expedición de los hermanos García de Nodal (1618-1619). Ellos fueron los primeros españoles en tomar contacto con los indígenas haush en la bahía Buen Suceso, y también descubrieron las islas Diego Ramírez. Les impresionó la cantidad de focas y sardinas que encontraron a la altura del estrecho de Magallanes.
A continuación llegó la expedición del almirante Jacobo de L'Hermite (1623-1625), cuya escuadra fue llamada Flota Nassau en homenaje al conde de Nassau, jefe de Estado de las Provincias Unidas de los Países Bajos, principal patrocinador de la expedición. En febrero de 1624, las naves recalaron en bahía Nassau fondeando en bahía Schapenham, donde al Arent se le ordenó enviar a tierra personal en busca de agua y leña. De la nave bajaron 19 tripulantes, los que por un repentino mal tiempo no pudieron regresar a bordo debiendo pasar la noche en tierra. Al día siguiente, al ver que no regresaban y no se veía movimiento en tierra, desde la nave se envió a una partida a investigar. Encontraron a dos sobrevivientes ilesos, cinco cadáveres descuartizados en la playa y los otros doce no fueron encontrados en ninguna parte. Los sobrevivientes contaron que en cuanto oscureció, los indígenas que los habían estado ayudando en la recolección de leña golpearon en la cabeza con sus hondas y garrotes a 17 de ellos. Los cadáveres de la playa estaban extrañamente destrozados y desde ese día se sindicó a los yaganes como caníbales, reputación que les duraría dos siglos y medio. También establecieron contacto con los yaganes de isla Navarino.
Las expediciones de Hendrick Brouwer (1642-1643), de George Anson (1740-1744) y de José Alonso Pizarro recorrieron el sector de los yaganes pero no entraron en contacto con ellos.
A partir de la segunda mitad del siglo XVIII, las expediciones marítimas a las regiones lejanas adquirieron un claro carácter científico debido principalmente a las nuevas ideas de humanismo, de libertad y estudio de las ciencias. James Cook efectuó dos expediciones científicas alrededor del mundo. En la primera, en enero de 1769, arribó al estrecho de Le Maire fondeando en la bahía Buen Suceso, donde tomó contacto con los indígenas de la zona, los haush, observando su carácter y costumbres. Posteriormente, en diciembre de 1774, en su segundo viaje de exploración, tomó contacto con los indígenas yámanas en la isla Waterman a la entrada del seno Navidad. Uno de los extraordinarios logros del segundo viaje de Cook fue la protección de su tripulación contra el escorbuto; pero en lo que respecta a los yámanas, fue quien difundió a nivel mundial la existencia de grandes cantidades de animales marinos en el océano Atlántico sur, información que tuvo fatales consecuencias para los indígenas de la región austral de América.

### Balleneros y loberos

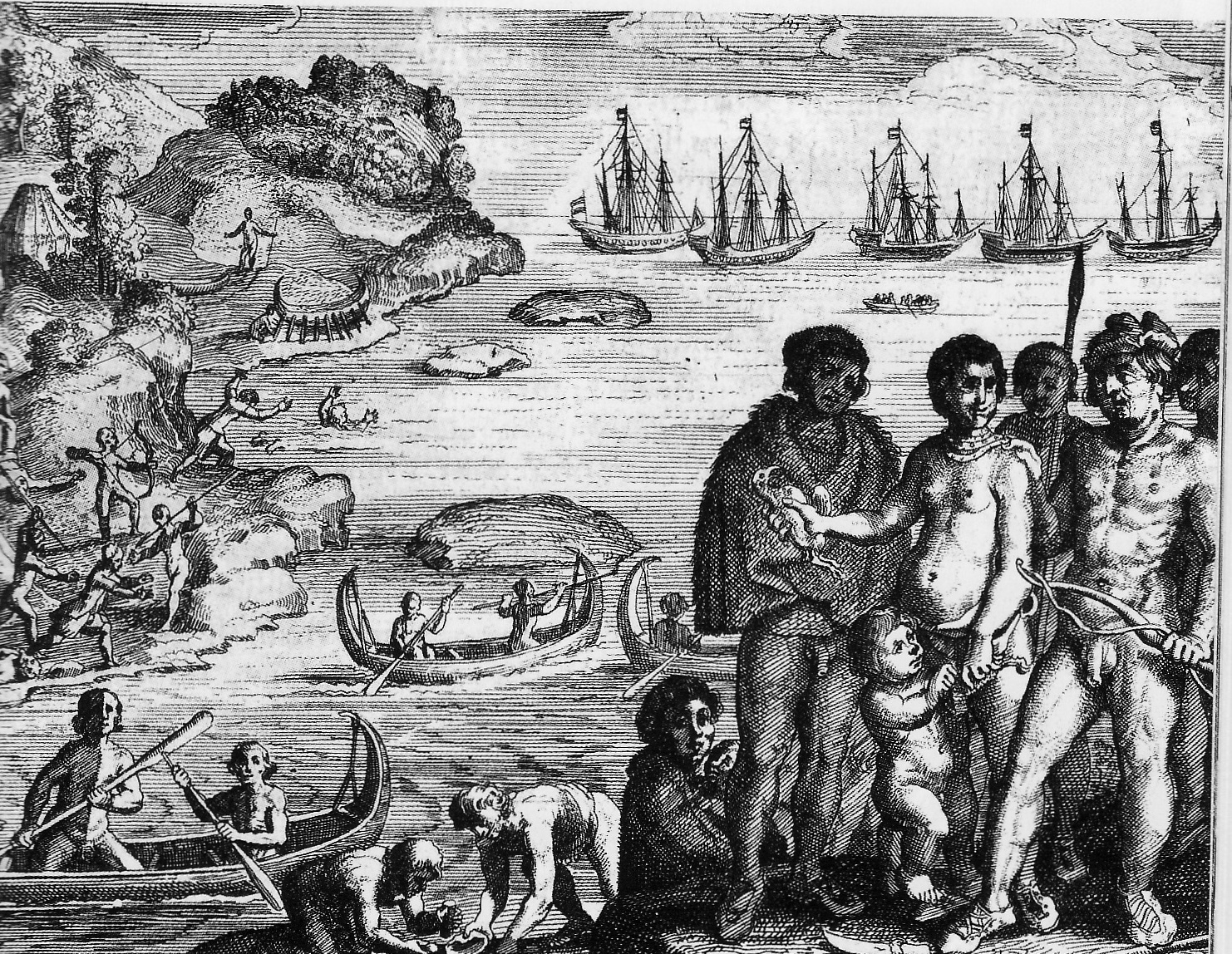
Naturales de la Tierra del Fuego, grabado neerlandés de 1631 que ilustra el relato de la expedición de Jacobus L'Hermite.

Hacia 1788 los balleneros habían llegado a la región del cabo de Hornos. Los relatos del segundo viaje de James Cook fueron estudiados con detención por los balleneros ingleses y estadounidenses que, ante la reducción de la existencia de focas y ballenas en el Atlántico norte y Groenlandia por el exceso de caza, no dudaron en viajar hacia el sur. Hasta esa fecha las focas y las ballenas, entre los otros animales marinos, habían sido dos de las principales fuentes de alimentación y abrigo para los yámanas. Entre 1790 y cerca de 1829 la matanza de estos animales en la zona del cabo de Hornos fue tan devastadora que sus poblaciones originales nunca se recuperaron. Desde esa época los yámanas y los kawésqar perdieron su principal fuente de alimento y tuvieron que buscar otros recursos de menor valor energético.
James Weddell, el más destacado lobero británico que haya frecuentado la zona del cabo de Hornos, llegó a fines de noviembre de 1823 a la caleta San Martín o Saint Martin, ubicada en la isla Hermite cercana al cabo de Hornos, permaneciendo allí diez días, durante los cuales tuvo frecuentes encuentros con los yámanas. En diciembre tuvo nuevamente contacto por cuatro días con los indígenas en la cercanía de la isla Henderson y finalmente tuvo su último contacto con los yaganes en bahía India del seno Año Nuevo desde el 26 de diciembre al 4 de enero de 1824. Weddell escribió sobre estos encuentros con los fueguinos, como él los llamó, tratándolos con especial consideración. También registró las condiciones del mar y del clima, las características de la flora y fauna de la región e intentó alertar al mundo de las consecuencias de la matanza descontrolada de los lobos marinos.
En 1826 los intereses británicos en América del Sur eran considerables. Por lo cual ese año el Almirantazgo envió la primera expedición de buques del Reino Unido a las costas australes de América del Sur bajo el mando del comandante Phillip Parker King. Luego, en 1828, envió al Chanticleer bajo el mando del comandante Henry Foster a las islas Shetland del Sur, y posteriormente en 1831 la expedición del HMS Beagle a las costas de América del Sur y circunnavegación del globo bajo el mando del comandante Robert Fitz Roy.
Desde fines de marzo de 1829, durante 3 semanas, Foster estuvo fondeado con el Chanticleer en la caleta San Martín. Durante ese tiempo efectuó trabajos hidrográficos, experimentos científicos y estuvo en espera de la expedición de Parker King que le traía abastecimientos para continuar su travesía. Tuvo contacto con los yámanas del lugar solo la primera semana, pues estos se asustaron cuando el Chanticleer hizo disparos de cohetes como parte de sus experimentos. Parker King, con el Adventure, arribó a Saint Martin el 17 de abril de 1829, entregó las provisiones al Chanticleer y permaneció en la zona un mes completo, hasta mediados de mayo. Durante todo ese tiempo los indígenas no se presentaron en la caleta; se estima que estaban asustados por el disparo de los cohetes de Foster. Finalmente, en esta primera expedición de buques del Reino Unido, había arribado a la zona en que vivían los kawésqar y los yámanas el comandante Fitz Roy con el Beagle.

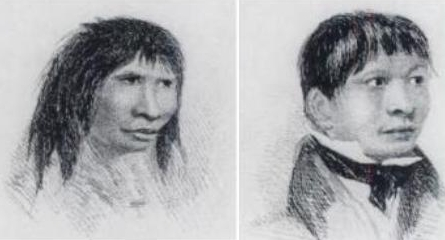
Jemmy Button, yagán secuestrado en 1830 por la expedición del HMS Beagle con el fin de civilizarlo.

Fitz Roy envió el 29 de enero de 1830 al oficial de navegación teniente Murray a cargo de una ballenera con cinco hombres al cabo Desolación para determinar su posición y obtener observaciones para conectar los levantamientos, llevando provisiones para una semana. El tiempo empeoró y se transformó en temporal. El 3 de febrero, cuando el tiempo mejoró, preparó la nave para zarpar tan pronto como llegase el teniente Murray de su comisión. El 4 estuvo esperando la llegada del oficial de navegación hasta que a las tres de la mañana del 5 fue despertado e informado de que la ballenera se había perdido, había sido robada por los nativos. El patrón y dos hombres habían llegado recién a bordo en una tosca canoa de mimbre con forma de canasta. El teniente Murray y los otros dos hombres se encontraban en la ensenada del cabo Desolación. De inmediato alistó un bote y salió con provisiones para quince días para once hombres a socorrer a Murray y luego ir a buscar la ballenera robada. Persiguió a los culpables durante 18 días sin resultados positivos, solo pudo recuperar algunas partes de la embarcación y hacerse de 3 rehenes kawésqar, 2 hombres y 1 niña, a los que llamó Fuegia Basket, York Minster y Boat Memory.
Durante los meses de marzo, abril y mayo de 1830 Fitz Roy continuó sus trabajos de levantamiento hidrográfico en la zona del cabo de Hornos, isla en la que dejó un testimonio, llegó a las islas Diego Ramírez y en bahía Orange entró en contacto con los yaganes. Durante este tiempo el teniente Murray descubrió el canal Murray y el canal Beagle. Fitz Roy, al inspeccionar el sector del canal Beagle frente a Wulaia, tomó contacto con numerosas canoas tripuladas por yámanas. Aquí invitó a un yagán a subir a su embarcación, yagán al que le puso Jemmy Button y que sería el cuarto indígena que llevaría a Inglaterra con la intención de civilizarlos y luego regresarlos a su tierra natal.
En 1831, el Almirantazgo británico designó nuevamente a Fitz Roy comandante del HMS Beagle y lo envió a completar el levantamiento de las costas de América del Sur, entre otras tareas. En este viaje llevó de regreso a su tierra a tres fueguinos de los cuatro que había trasladado a Inglaterra en el viaje anterior, pues Boat Memory falleció en Inglaterra. El 23 de enero de 1833 desembarcó a los tres fueguinos en Wulaia y mantuvo contacto con los yaganes hasta el 6 de marzo de 1834.
Entre 1838 y 1843 hubo una expedición de los Estados Unidos y otra de Gran Bretaña a la región antártica en las que se produjeron encuentros con los yaganes. La primera fue la de los Estados Unidos bajo el mando del teniente Charles Wilkes compuesta por seis naves y que en enero de 1839 tomó contacto con los haush en bahía Buen Suceso y luego con los yaganes en bahía Orange, donde la flota permaneció una semana de febrero; posteriormente, al regresar de la Antártida, Wilkes recaló nuevamente en bahía Orange, donde permaneció casi todo el mes de abril de 1839. La expedición inglesa, compuesta por dos naves estuvo al mando de James Clark Ross, permaneció en caleta San Martín por casi dos meses, desde el 19 de septiembre al 6 de noviembre de 1842, en los cuales tuvo frecuente contacto con los indígenas del lugar.
Allen F. Gardiner fue un distinguido oficial de la marina inglesa que una vez retirado, en 1844, organizó la Sociedad Misionera de la Patagonia, más tarde Sociedad Misionera de América del Sur. Por la lectura de los viajes de Fitz Roy y Darwin se enteró de que «en la Tierra del Fuego había unos indígenas no influenciados aún por "sacerdotes papistas" que, aunque algo ladrones, hablaban algo de inglés, eran pacíficos y no caníbales», por lo que en 1847 decidió fundar una Misión en Tierra del Fuego para su evangelización. En 1848 efectuó una primera expedición de reconocimiento de la zona, para lo cual se trasladó a bordo de un buque de pasajeros, el Clymene, que lo desembarcó en la isla Lennox. Tomó contacto con los yaganes, se trasladó a caleta Banner en isla Picton y al comprobar que los indígenas, luego de un amistoso recibimiento, se habían puesto agresivos decidió reembarcar su equipo y seguir hasta El Callao (Perú). Regresó a Inglaterra con el propósito de organizar una segunda expedición con la intención de encontrar a Jemmy Button y con su ayuda fundar una Misión en territorio yagán.
En Inglaterra, Gardiner preparó la nueva expedición, construyó dos embarcaciones de casco de hierro y dos gabarras, enroló a 6 voluntarios y el 7 de septiembre de 1850 zarpó a bordo del Ocean Queen, navío que los dejó en caleta Banner el 5 de diciembre del mismo año. El Ocean Queen permaneció en la caleta dos semanas apoyándolos mientras se instalaban en tierra, pero por un olvido quedaron en la bodega de la nave la pólvora y la munición, por lo que se vieron impedidos de usar sus armas, tanto para la defensa ante un eventual ataque como para cazar para alimentarse. Cuando quedaron solos fueron atacados por los yaganes y también por los onas; en estos encuentros Gardiner mató a varios yaganes. Cruzaron el canal Beagle y se establecieron en Puerto de los Españoles, posteriormente llamado bahía Aguirre, donde luego de un largo tiempo fueron muriendo uno a uno; el último fue Gardiner, que falleció el 6 de septiembre de 1851, según su diario.

### Los misioneros

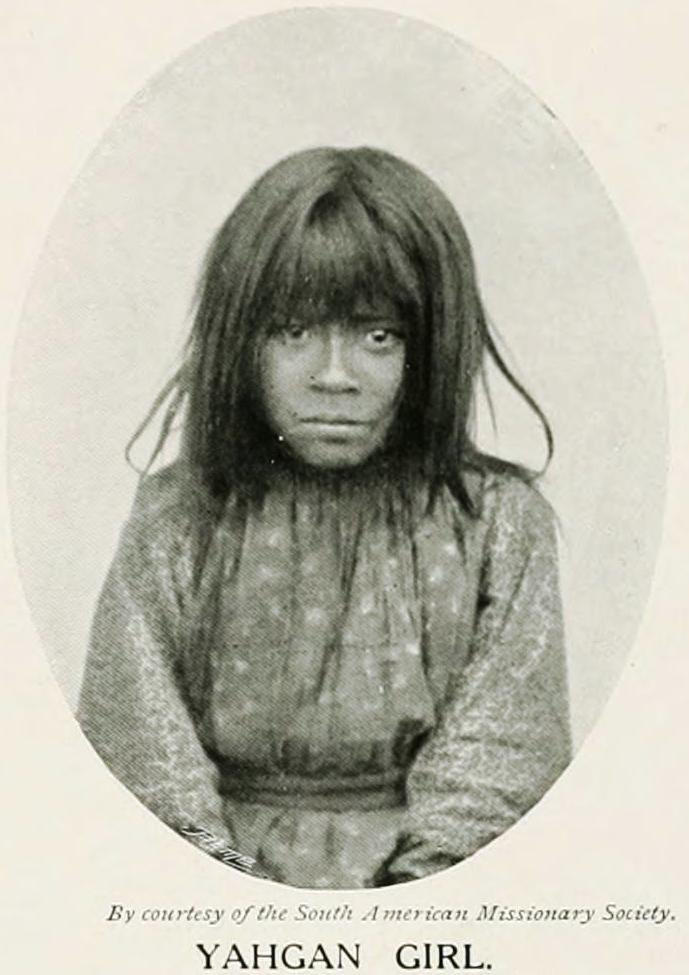
Niña yagán con vestimenta occidental, "cortesía de la Sociedad Misionera Sudamericana".

Conocida en Reino Unido la noticia del sacrificio de Gardiner y sus colaboradores, en abril de 1852 los miembros de la sociedad misionera por él fundada y ahora bajo la dirección del reverendo George Pakenham Despard, efectuaron a nivel nacional una exitosa campaña de recolección de dinero y donaciones con los que se construyó una goleta adaptada para la navegación en los mares australes que recibió el nombre de Allen Gardiner y se acordó crear en las islas Malvinas un establecimiento que sirviera de base principal para la Misión. La nave zarpó del puerto de Bristol el 24 de octubre de 1854. En las Malvinas arrendaron la isla Vigía (Keppel, en inglés), donde construyeron el establecimiento de la Misión y en octubre de 1855 la Allen Gardiner zarpó hacia Wulaia en busca de Jemmy Button para que les cooperara en trasladar pequeños grupos de niños yámanas a la isla Vigía, donde les enseñarían idioma inglés y rudimentos del cristianismo mientras se aprendía su lengua, para luego de un tiempo regresarlos a su territorio y solo entonces establecer una misión en territorio indígena. Este viaje resultó infructuoso, lo que causó gran desazón en Inglaterra y ante lo cual el propio Despard decidió traladarse a Vigía y asumir la jefatura de la Misión.
Despard, desde agosto de 1856, fortaleció con su presencia el espíritu del personal de la misión y estableció durante años un recorrido periódico a lo largo de lugares habituales donde habitaban fueguinos, ganándose la confianza de los indígenas. Logró el traslado temporal de familias indígenas a Vigía, lo que permitió a los misioneros interiorizarse en el conocimiento del idioma. En octubre de 1859, Despard decidió enviar al grupo misionero para que levantara la misión fueguina en caleta Wulaia, pero este intento terminó en tragedia. A los pocos días de llegar a Wulaia, el domingo 6 de noviembre de 1859, mientras celebraban el servicio religioso, Garland Phillips, jefe del grupo, el capitán Fell y otros 6 hombres fueron atacados por los yámanas y fueron asesinados, salvándose únicamente Alfred Cole, el cocinero de la goleta, la que fue saqueada y desmantelada por los indígenas. Algunos sindicaron a Jemmy Button como cabecilla de la matanza, pero este posteriormente fue absuelto de toda culpa por un tribunal británico de las islas Malvinas, en marzo de 1860.
La tragedia de Wulaia desalentó a los dirigentes de la South American Missionary Society, nombre con que ahora operaba. Suspendió los viajes al archipiélago fueguino por tres años y dispuso el regreso de Despard a Inglaterra, el cual presentó su renuncia como supertintendente de la misión Vigía o Keppel, nombrándose en su lugar al reverendo Waite H. Stirling, quien llegó a Keppel en 1863. Este actuó con más prudencia que su antecesor y continuó con la preparación de Thomas Bridges (1842-1898) como el futuro misionero, que finalmente alcanzaría el éxito en la fundación de la misión en territorio fueguino. En 1868 establecieron una pequeña base en Laiwaia en la costa noroeste de la isla Navarino, establecimiento que fue confiado a cuatro inteligentes yámanas instruidos en Vigía. Luego de más de un año de observación, Stirling decidió establecer definitivamente una misión en la bahía de Ushuaia, elegida por sus mejores condiciones de acceso y protección contra los vientos dominantes en la región.
En enero de 1869 Stirling se estableció en Ushuaia, construyó una pequeña casa de madera y en seis meses logró establecer una misión anglicana entre los nativos. En junio regresó a Puerto Stanley y Vigía, y en agosto partió hacia Reino Unido. En septiembre de ese año se encontraron en Montevideo Stirling y Bridges, que iba hacia las Malvinas. En diciembre de 1868, ya en Londres, Stirling (de 39 años) fue nombrado obispo de las islas Malvinas. A partir de 1870 Thomas Bridges tomó la autoridad total sobre la misión de la isla Grande de Tierra del Fuego.
Thomas Bridges era hijo adoptivo del reverendo Despard, y había llegado a Keppel con él a la edad de 13 años. Era un muchacho muy afectuoso que se interesó en aprender el idioma yagán, llegando a hablarlo a la perfección y recopiló un diccionario con 32 432 palabras en dicho idioma. Cuando Despard regresó a Inglaterra, Bridges quedó a cargo de la misión por dos años hasta el arribo del reverendo Stirling. A fines de 1868, se embarcó para ir a Inglaterra. Fue ordenado diácono y nombrado superintendente de la misión en Tierra del Fuego bajo la supervisión del reverendo Stirling. Dictó conferencias y en una de ellas conoció a Mary Varder, con quien se casó el 7 de agosto de 1869 y dos días después el matrimonio partió hacia las islas Malvinas, llegando a Puerto Stanley en octubre de 1869.

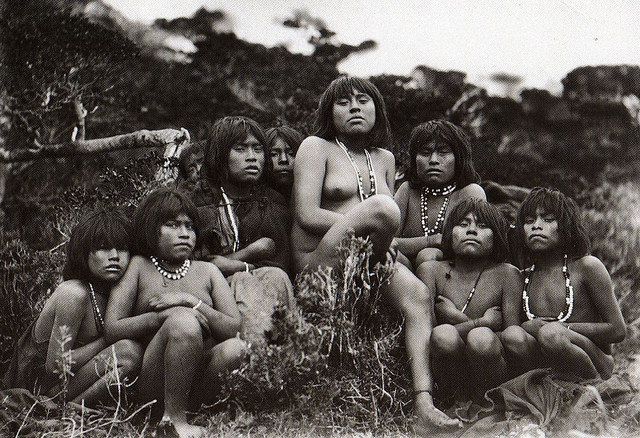
Mujeres yámanas.

En octubre de 1871 Bridges se estableció definitivamente con su familia en Ushuaia, iniciando formalmente la Misión Evangélica de la Tierra del Fuego. En pocos años la misión creció llegando en 1883 a agrupar a un millar de aborígenes, quizás dos tercios de la población total existente entonces. El 6 de septiembre de 1882, el Romanche, velero de tres mástiles y motor, con una tripulación de 140 hombres bajo el mando del comandante Louis Ferdinand Martial, fondeó en bahía Orange. La expedición formaba parte de la conmemoración del Primer Año Polar Internacional. Dentro de la bahía se eligió a caleta Misión como el lugar donde levantar la base, que estuvo un año haciendo observaciones de carácter científico y tomando contacto frecuente con los yámanas. Entre 1883 y 1884 el millar se redujo a la mitad como consecuencia de una epidemia. En junio de 1886 Bridges renunció a la misión anglicana. Poco a poco la población indígena de Ushuaia continuó reduciéndose hasta que las autoridades intentaron continuar instalándose en otros lugares más al sur. Así, en 1888, se ubicaron en la isla Bayly del archipiélago de las Wollaston, llegando a agrupar a unos 100 yámanas, y después en 1892 se trasladaron a bahía Tekenika en la costa oriental de la isla Hoste, donde alcanzaron a apoyar a 200 indígenas; pero en 1901 el trabajo en la misión de Tekenika ya casi había terminado, por la muerte de muchos niños y el escaso trabajo para los adultos, por lo que en 1906 los misioneros se trasladaron a la ensenada del río Douglas en la isla Navarino un poco al sur de caleta Wulaia. En 1907 eran residentes unos 75 nativos. En 1916 se cerró definitivamente la misión y con ello la South American Missionary Society.
Desde 1881 y hasta fines del siglo XIX una serie de epidemias atacaron a los yámanas: tuberculosis, viruela, fiebre tifoidea y tos convulsiva. Los yámanas llamaron por esto a la bahía Ushuaia Welapatux-Waia (‘bahía de la mortandad’). En 1884 llegaron a Ushuaia los argentinos y fundaron oficialmente la aldea. Más adelante se desató una epidemia de sarampión. En 1900 la cultura yagana ya había desaparecido. En 1912 llegó a Santiago de Chile el sacerdote y etnólogo austríaco Martín Gusinde, quien hasta 1924 hizo cuatro expediciones a Tierra del Fuego y en cada una de ellas pasó varios meses con los yaganes estudiando sus costumbres y escuchando sus relatos, los que plasmó en un libro sobre los yámanas que contiene, entre otros temas, 68 de sus mitos. En 1995 solo había 74 personas que se consideraban yaganes, pero en el censo de 2002 este número llegó a 1685, de las cuales sola una mujer anciana, Cristina Calderón, hablaba el idioma yagán; Calderón, la única persona dominante del idioma yagán del mundo, falleció en febrero de 2022.
El 22 de febrero de 2021, el Instituto Nacional de Asuntos Indígenas de Argentina inscribió la personería jurídica de la Comunidad Indígena Yagan Paiakoala, perteneciente al pueblo yagan del municipio de Ushuaia, por lo que los yámanas quedaron jurídicamente reconocidos por el Estado argentino.

## Territorio

Pueblos indígenas de Chile

El área que ocupaban era enorme, pero no tan extensa como la de los kawésqar, con quienes se juntaban en la isla Clarence, al sur del estrecho, cuando concurrían a buscar la pirita de hierro que empleaban para encender fuego, elemento indispensable para calentarse.
Se conoce la existencia de cinco parcialidades yámanas, que correspondían a variedades dialectales de la lengua yagán y cuyos nombres y ubicaciones son los siguientes:
- Wakimaala: en ambas orillas del canal Beagle, desde Yendegaia hasta Puerto Róbalo y el canal Murray en toda su extensión.
- Utumaala: al este de Puerto Williams y la isla Gable hasta las islas Picton, Nueva y Lennox. Llegaron también a la isla de los Estados.[39]
- Inalumaala: en el canal Beagle, desde la punta Divide hasta la península Brecknock.
- Yeskumaala: en el archipiélago del Cabo de Hornos.[40]
- Ilalumaala: desde bahía Cook hasta el Falso Cabo de Hornos.

También se encontraban en el sur de la isla Grande de Tierra del Fuego del lado de Argentina, como por ejemplo en la actual Ushuaia.

## Lengua
Aunque su idioma está sin clasificar de un modo concreto por parte de la ciencia lingüística, resulta uno de los rasgos más señalados de su cultura puesto que tenía un glosario de unas 32 000 palabras (número de términos recopilados por Thomas Bridges, aunque se considera que el vocabulario superaba las 40 000).
El idioma yámana tenía un léxico muy especializado en algunos campos semánticos, en cuanto llegaba a señalar definidamente objetos en cosas que en otras lenguas pasaban y pasan inadvertidas o resumidas en un nombre de conjunto (complexivo), y por otra parte lograba singulares síntesis (particularmente para reflejar conductas y estados afectivos), como lo demuestra la palabra «mam-ijlapin-ata-apai», que describe «Una mirada entre dos personas, cada una de las cuales espera que la otra comience una acción que ambas desean pero que ninguna se anima a iniciar».
En el 2017 se publicó el libro "Mi sangre Yagán", cuyo autor es Victor Vargas Filgueira, del Pueblo Yagán, que incluye un glosario de la lengua Yagán kuta (lengua yagan). 

## Cultura

### Vestimenta

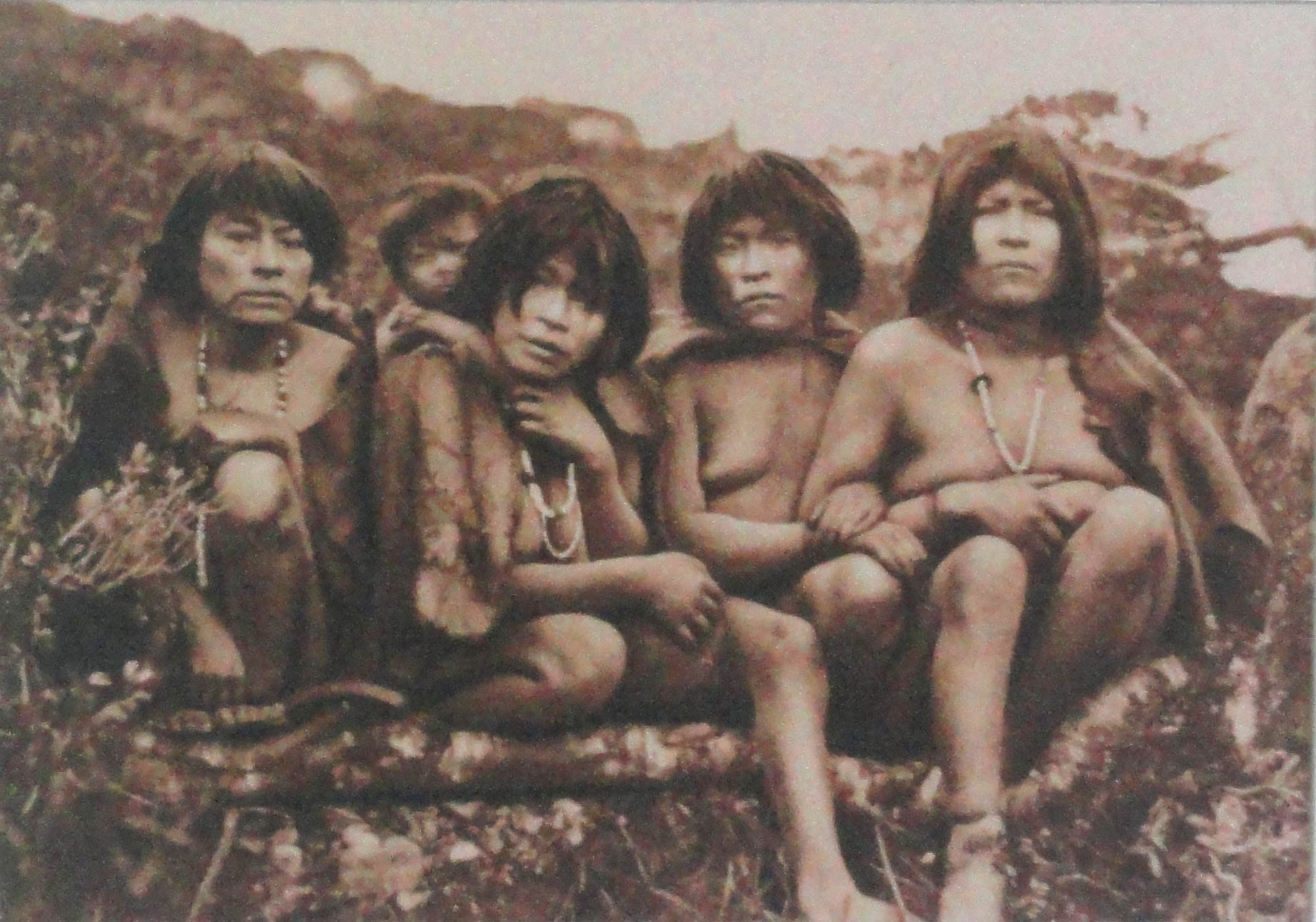
Familia Yámana.

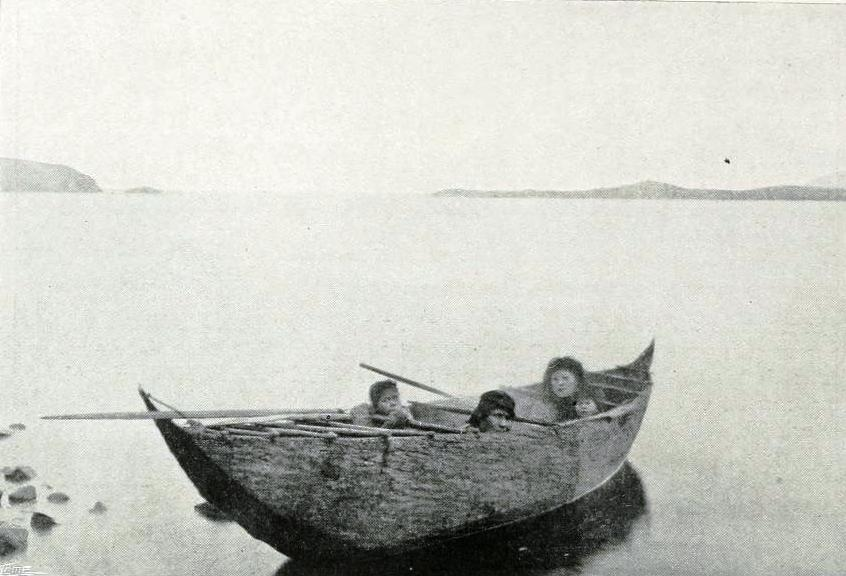
Canoa Yámana.

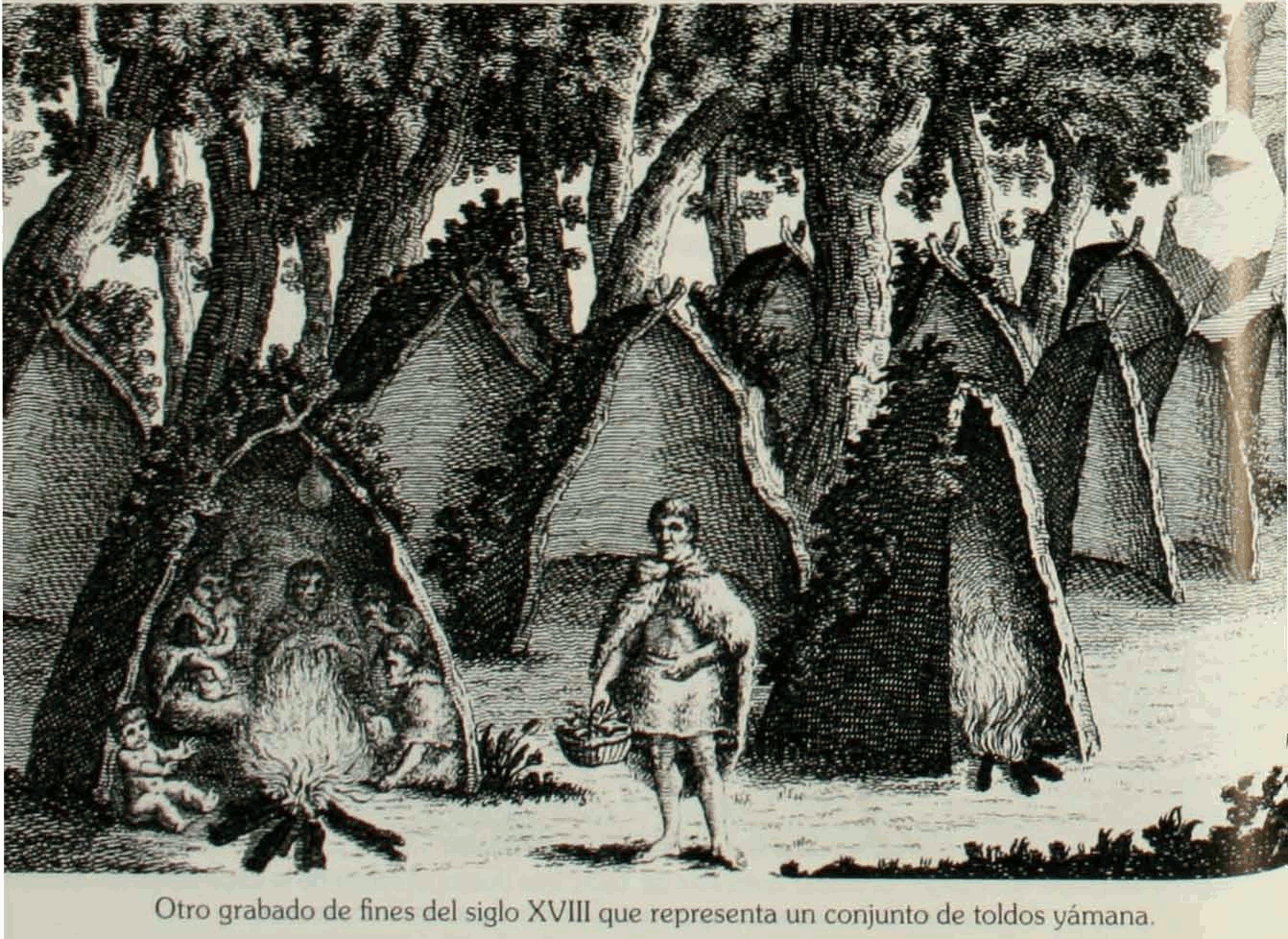
Grabado de fines del que representa un conjunto de toldos Yámana.

Pese al frío húmedo de los territorios que habitaban, su ropaje mantenía gran parte del cuerpo al descubierto. La explicación para esta aparente paradoja estaba precisamente en un modo de evitar la saturación por humedad (que acelera la pérdida de calor corporal) merced a la ventilación de las partes de la piel en donde menos se pierde calor.
Usaban cueros de lobo marino o nutria sobre sus hombros, atados en el cuello, y en la cintura esta pieza relativamente pequeña era desplazada sobre el tronco para tapar las zonas donde más incidía eventualmente el viento; utilizaban, además, otro cuero que cubría sus genitales y fabricaban sencillos calzados de cuero semejantes a mocasines. Las mujeres usaban collares elaborados de huesos de ave o de caracoles pequeños.

### Alimentación
Su alimentación consistía principalmente en carne del lobo marino, nutria y carne de ballena; para cazar a estos mamíferos empleaban largos arpones. Además consumían una gran variedad de especies marinas, entre las que destacan las cholgas, erizos, centollas y diversos peces. Cuando acampaban, consumían complementariamente carne de guanaco y aves, así como hongos, bayas y huevos. También se alimentaban de pingüinos espetados sobre un fogón haciéndoles girar para que perdieran parte de su grasa, la cual podía ser utilizada para cubrir la piel o como linimento. No eran agricultores. Rastros de sus sitios más frecuentados de alimentación son los Køkkenmødding que se observan en las costas de los territorios que habitaron.[cita requerida]

### Las canoas oanan

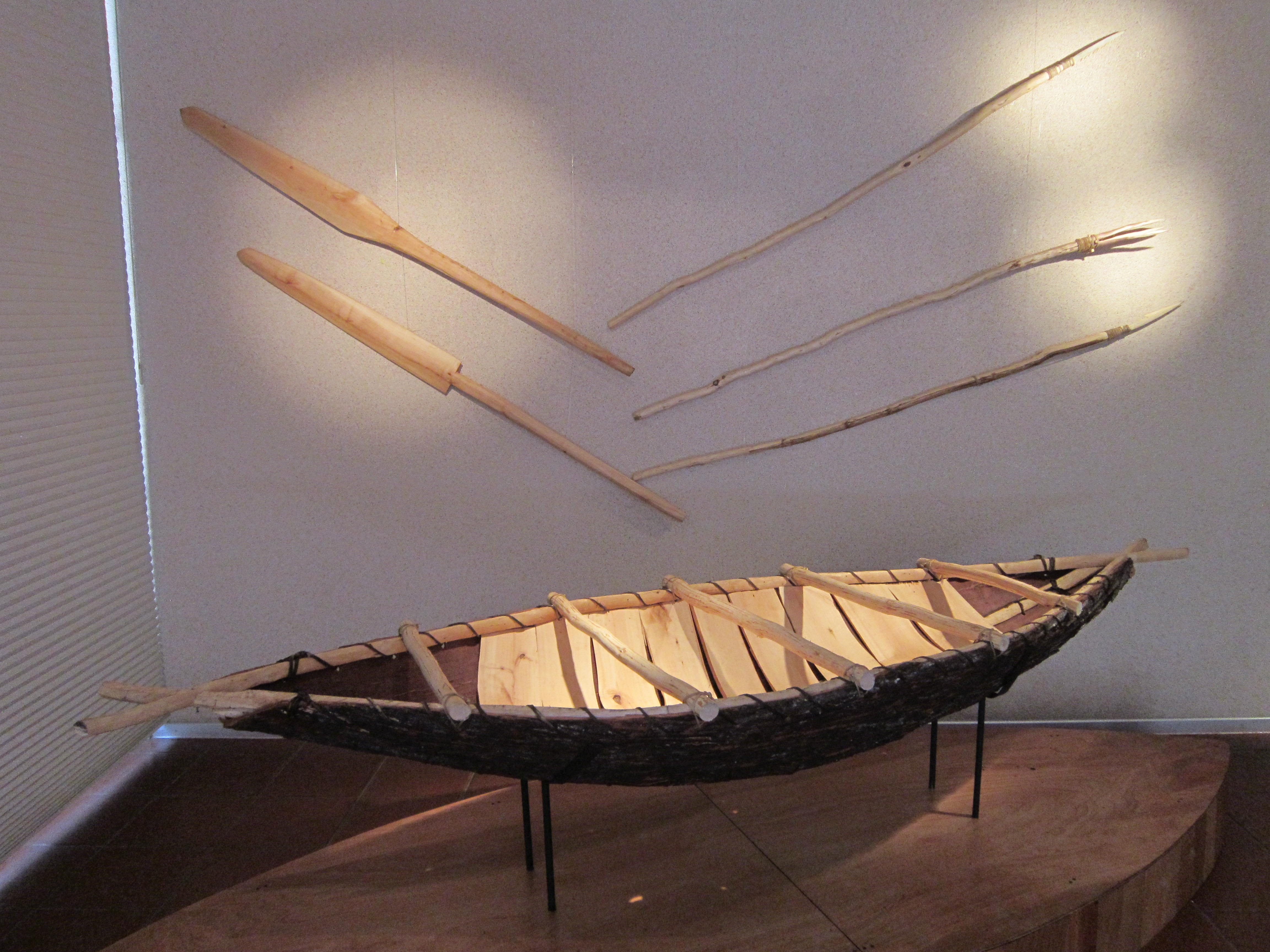
Réplica de la canoa yagana o «anan», exhibida en el Museo Gabriela Mistral de la ciudad de Vicuña (Chile).

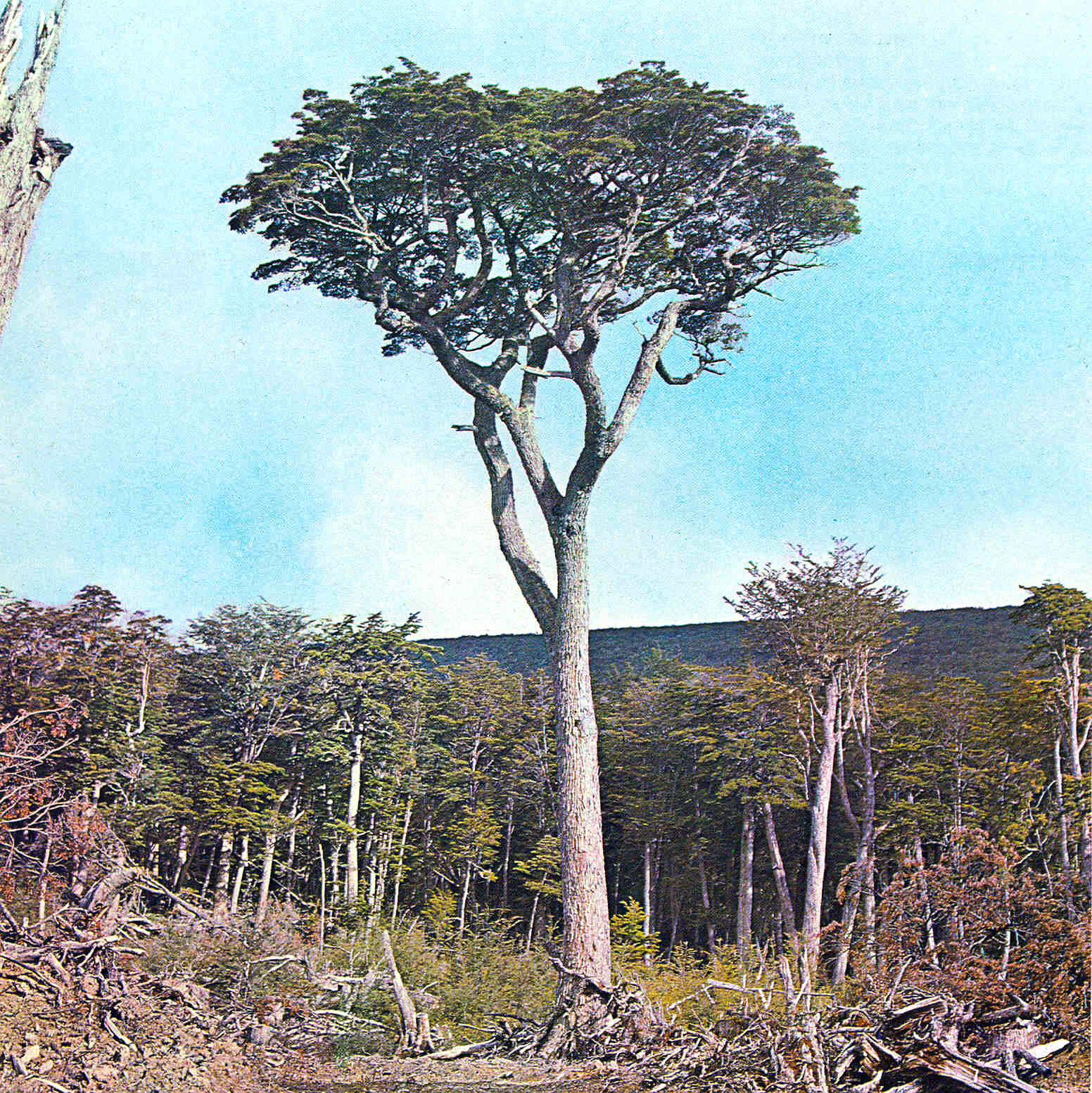
Un guindo o coigüe de Magallanes, con cuya corteza los yaganes construían sus canoas.

Las canoas de los yaganes, llamadas anan, eran fabricadas con corteza de árbol, principalmente de guindo, también llamado «coigüe de Magallanes» (en yagán «shushchi»), un árbol de hojas perennes y tronco recto sin ramas bajas. Sus dimensiones eran variables. El explorador británico James Weddell reportó que cuando estuvo en la zona sur de la isla Navarino, utilizó una canoa para uso personal de 3,30 m de longitud, y un ancho variable de 0,80 a 1 m. También hay avistajes de canoas de más de 5 metros de largo. Las mujeres las timoneaban y remaban desde la popa. Lo hacían con un remo lanceolado que les permitía remar sin engancharse en las algas (cochayuyos), lo cual las impulsaba con más velocidad. También en esas zonas el agua es más calma. Los niños cuidaban el fuego que se prendía en el medio de la canoa. El hombre desde la proa iba atento para cazar con arpones lobos marinos que abundaban por la zona antes de la llegada de los europeos. Para recoger la presa eran las mujeres las que se tiraban al mar.

### Herramientas

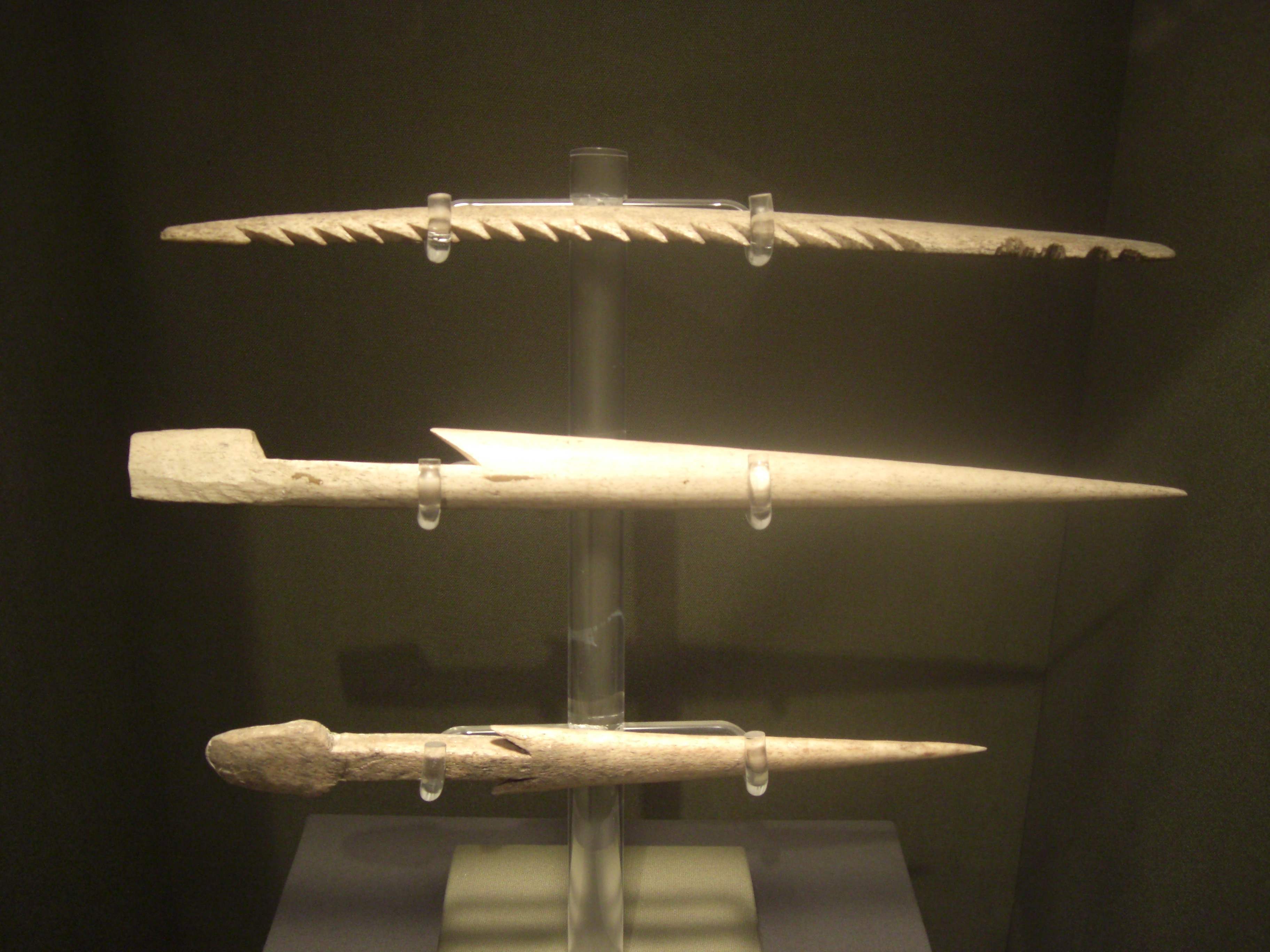
Puntas de arpón (Museo de La Plata).

Los materiales utilizados para la elaboración de sus herramientas fueron huesos, maderas y piedras, agregando cueros de animales, sus tendones, nervios y fibras vegetales. Con ellos realizaban sus armas e instrumentos de caza y pesca, por ejemplo, lanzas, flechas y arpones.

### Creencias
Los yaganes creían en un ser único y poderoso, Watauinewa. A él le rogaban para iniciar prácticamente cualquier actividad. También creían en unos espíritus malignos a los que denominaban curspi, y en criaturas míticas llamadas Hanuch y Kachpik.

### Curanderos y funerales
Entre los yámana existieron y fueron importantes los curanderos o chamanes, llamados yekamush, quienes podían sanar enfermos, curar desequilibrios emocionales e invocar a los espíritus. Cuando un yámana fallecía, lo envolvían con cueros y junto a él ponían sus pertenencias. Lo cubrían con tierra y ramas y abandonaban el lugar para siempre.

## Arqueología

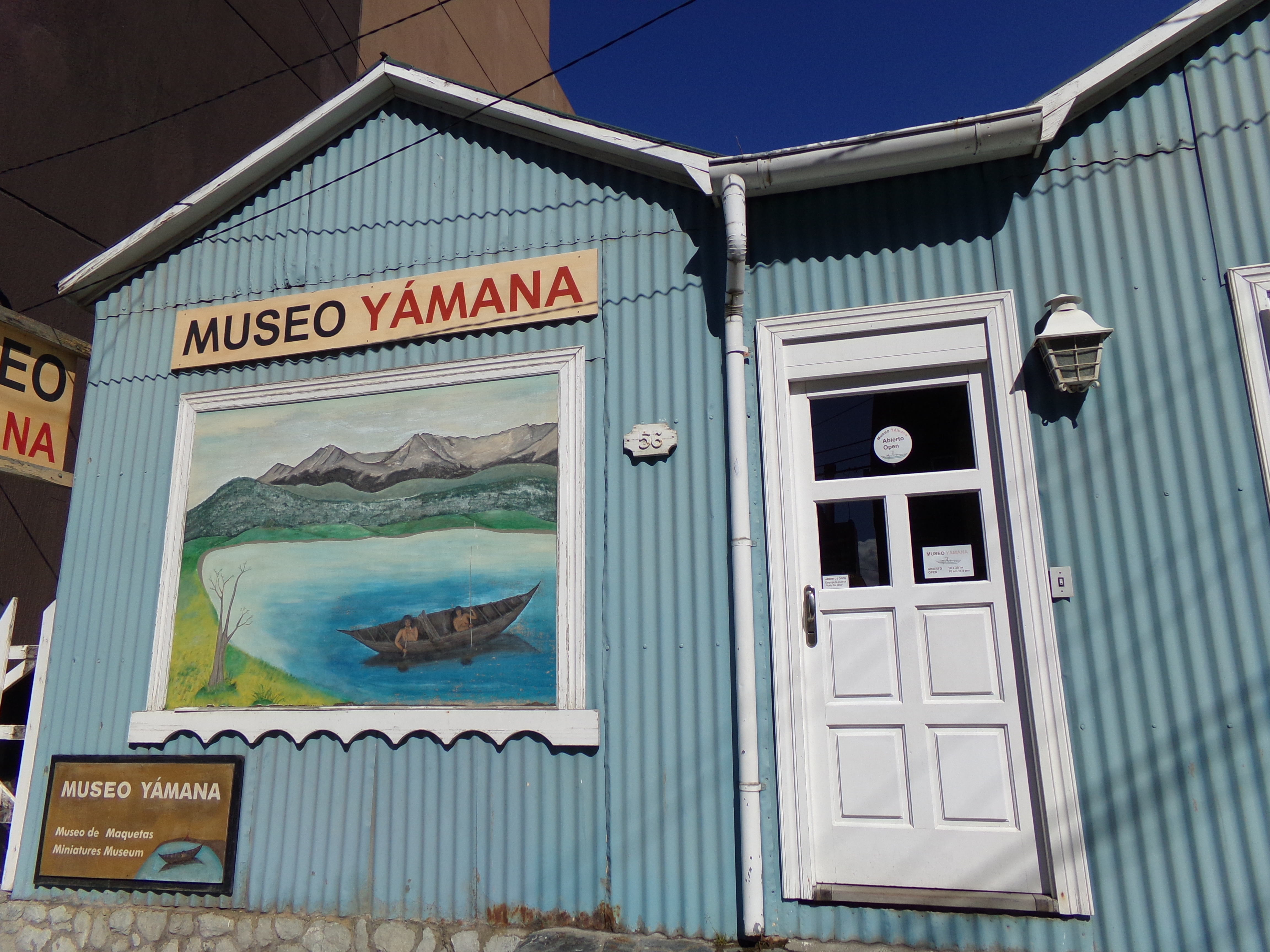
Museo Yámana de Ushuaia.

### Exhibicionismo humano forzoso
Los viajeros europeos, desde sus primeros contactos con los habitantes de Patagonia y Tierra del Fuego, fueron incapaces de reconocer su plena humanidad. Fueron frecuentes los secuestros de indígenas por los buques de exploración y lobero. A partir de 1871 comenzó la exhibición de indígenas vivos en ciudades europeas y norteamericanas, costumbre que sólo cesó avanzado el siglo XX. Familias completas de las etnias kawésqar, yagán y mapuche fueron exhibidas en Francia, Reino Unido, Bélgica y Alemania. Llegaban secuestrados por encargo de sociedades científicas y por comerciantes que lucraban con su exhibición al público. Los viajes duraban entre 4 y 6 meses, y en ellos los indígenas solían enfermar y morir. Estos episodios fueron recopilados en el libro Zoológicos humanos, de Christian Báez y Peter Mason, donde se analizan situaciones similares de los pueblos selknam, alacalufe, tehuelche y mapuche.El libro sirvió de base para el premiado documental Calafate.

### Organización social
Los yaganes formaban bandas que no tenían jefaturas ni propiedad privada territorial permanente. Durante los inviernos permanecían durante más tiempo en las bahías, donde montaban o remontaban sus viviendas. La base era la familia, dirigidos por el padre y con roles asignados a cada integrante. Estos grupos familiares coexistían e interactuaban, constituyendo partidas de caza no muy numerosas, facilitándose de esta forma el desplazamiento por los canales y el abastecimiento de alimentos. 